# NGC 5192
NGC 5192 este o emission-line galaxy⁠(d) situată în constelația Fecioara. A fost descoperită în 12 aprilie 1864 de către Albert Marth.